# MON-50

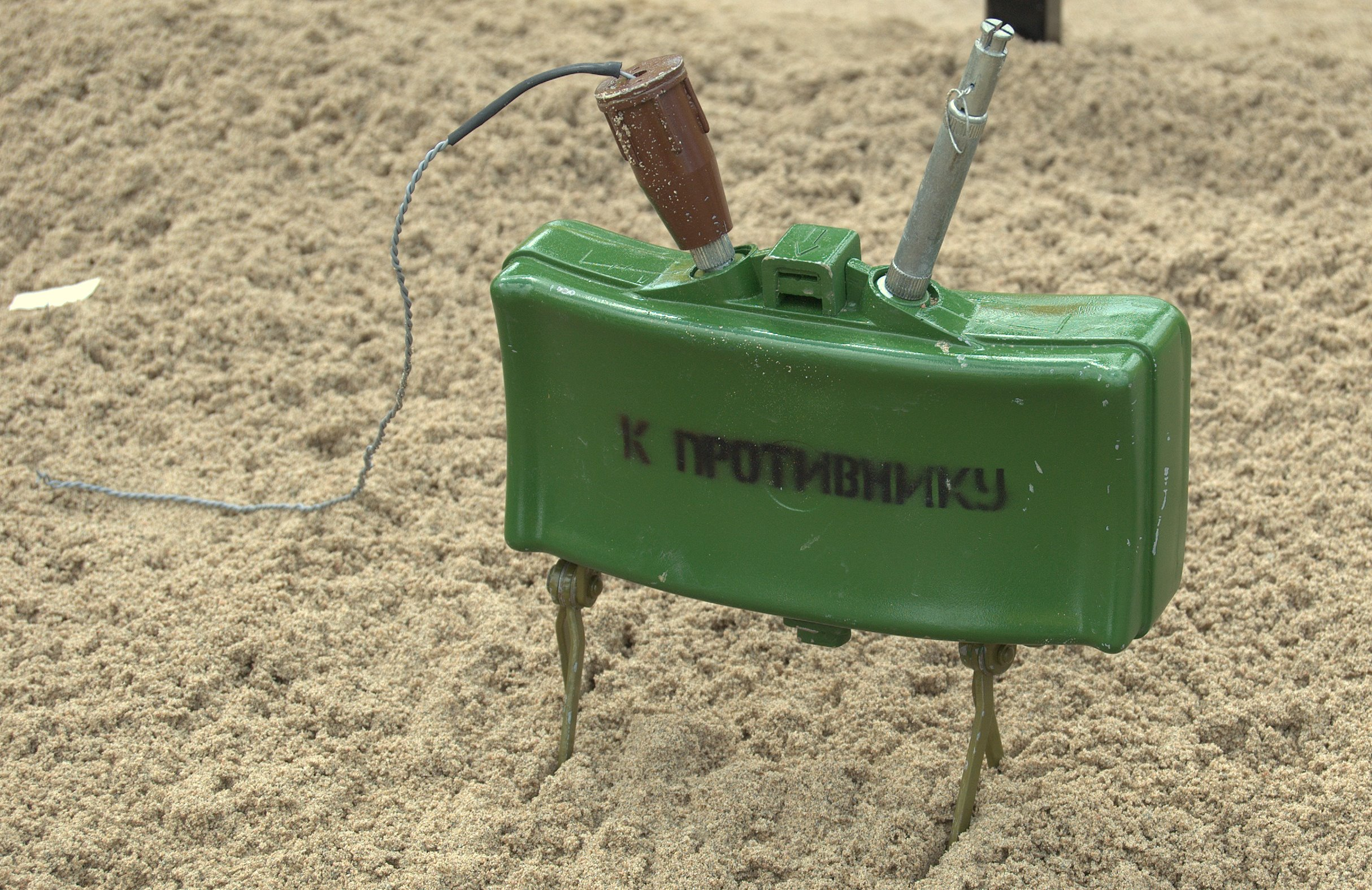
러시아판 크레모아인 MON-50

MON-50은 러시아의 크레모아다. 미국 M18A1 클레이모어와 제원, 디자인, 화약량 등이 거의 유사하다.

## 디자인
- 미국 M18A1 클레이모어, 무게 1.6kg, C4 (폭약) 680g
- 러시아 MON-50, 무게 2kg, RDX 700g

## 같이 보기
- M18A1 클레이모어